# Wiesau (Niemcy)
Wiesau – gmina targowa w Niemczech, w kraju związkowym Bawaria, w rejencji Górny Palatynat, w regionie Oberpfalz-Nord, w powiecie Tirschenreuth, siedziba wspólnoty administracyjnej Wiesau. Leży w Lesie Czeskim, około 12 km na północny zachód od Tirschenreuth, przy autostradzie A93, drodze B299 i linii kolejowej Monachium - Ratyzbona - Berlin.

## Dzielnice
W skład gminy wchodzą następujące dzielnice: Wiesau, Elsenmühle, Hechtmühle, Hurtingöd, Kornthan, Leugas, Muckenthal, Mühlhof, König-Otto-Bad, Schönfeld, Schönhaid, Tirschnitz, Triebendorf, Veitmühle.

## Współpraca
Miejscowość partnerska:
- Rettenberg, Bawaria